# Lingua pashtu
La lingua pashtu o pashto (پښتو paʂto; trascritto anche come pakhto, pashto, pashtoe, pathan, pukhto پختو, pushto e pushtu پشتو), anche detta afgano, è una lingua iranica parlata in Afghanistan e Pakistan. È di gran lunga la lingua iranica orientale più diffusa e parlata, essendo anche l'unica di tale sottogruppo a superare il milione di locutori (la seconda è l'osseto che ha circa mezzo milione di parlanti) e l'unica a non essere minacciata.
Al 2022, è parlata da quasi 60 milioni di parlanti totali. Ethnologue (2022) non la calcola comunque come una lingua unitaria, ma come una lingua tripartita: pashtu settentrionale (30,2 milioni di parlanti totali), pashtu centrale (8,5 milioni) e pashtu meridionale (19,7 milioni).

## Storia
Si reputa che la lingua abbia avuto origine nelle aree corrispondenti alle province afghane del Kandahar e dell'Helmand. Da quando la capitale fu spostata da Kandahar a Kabul nel Settecento, è più utilizzata ufficialmente la lingua persiana (dari) rispetto all'afgano/pashtu. Il pashtu, insieme al persiano (dari), è una delle due lingue ufficiali dell'Afghanistan.
È parlato, secondo fonti della CIA, da circa il 35% della popolazione afgana come lingua madre, sebbene questo dato provenga da una ricerca demografica durata decenni ma non ancora portata a termine. Un grosso gruppo di lingua pashtu è presente in Pakistan, dove costituisce tra il 16% e il 20% della popolazione (inclusi profughi afgani), anche se è difficile completare una statistica accurata a causa della natura tribale e nomade dei pashtun nonché della consuetudine di isolare le donne. Il pashtu utilizza l'alfabeto pashtu, una variante dell'alfabeto arabo.

## Diffusione geografica
Il pashtu è lingua ufficiale in Afghanistan, assieme al dari. Secondo l'edizione 2009 di Ethnologue, i locutori delle diverse varietà di pashtu erano come minimo oltre 17 milioni, di cui 9,6 in Pakistan e 8 in Afghanistan.
Tramite flussi migratori la lingua è attestata anche in altri paesi, tra cui Canada, Emirati Arabi Uniti, India, Iran, Regno Unito, Stati Uniti d'America, Tagikistan.